# Hassine Ayari
Pour les articles homonymes, voir Ayari.
Hassine Ayari, né le 4 juillet 1985 à Tunis, est un lutteur tunisien.

## Carrière
Hassine Ayari remporte la médaille d'or en lutte gréco-romaine à trois reprises lors des championnats d'Afrique de lutte en 2009, 2011 et 2012 en moins de 96 kg), la médaille d'argent en lutte gréco-romaine en 2008 et 2010 en moins de 96 kg et 2014 en moins de 98 kg, et la médaille de bronze en lutte libre en 2009 en moins de 120 kg.
Il obtient aussi une médaille d'argent en lutte gréco-romaine en moins de 96 kg aux Jeux panarabes de 2011 et termine neuvième des Jeux olympiques d'été de 2012 dans cette catégorie.